# Le Vanneau-Irleau

Le Vanneau-Irleau este o comună în departamentul Deux-Sèvres, Franța. În 2009 avea o populație de 943 de locuitori.